# Ferenc Szusza
Ferenc Szusza (* 1. prosince 1923, Budapešť - 1. srpna 2006, Budapešť) byl maďarský fotbalista, útočník. V roce 1947 byl vyhlášen maďarským fotbalistou roku. Po skončení aktivní kariéry působil jako trenér. Stadion Újpest FC nese jeho jméno.

## Fotbalová kariéra
Hrál za Újpest FC. V Poháru mistrů evropských zemí nastoupil ve 3 utkáních a dal 2 góly a ve Veletržním poháru nastoupil ve 4 utkáních a dal 2 góly. Za maďarskou reprezentaci nastoupil v letech 1942-1956 ve 24 utkáních a dal 18 gólů.

## Ligová bilance
| Ročník                     | Zápasy | Góly | Klub               |
| -------------------------- | ------ | ---- | ------------------ |
| 1. maďarská liga 1940/1941 | 12     | 14   | Újpest FC          |
| 1. maďarská liga 1941/1942 | 29     | 21   | Újpest FC          |
| 1. maďarská liga 1942/1943 | 29     | 20   | Újpest FC          |
| 1. maďarská liga 1943/1944 | 30     | 23   | Újpest FC          |
| 1. maďarská liga 1944      | 12     | 6    | Újpest FC          |
| 1. maďarská liga 1945      | 21     | 35   | Újpesti TE         |
| 1. maďarská liga 1945/1946 | 33     | 45   | Újpesti TE         |
| 1. maďarská liga 1946/1947 | 28     | 19   | Újpesti TE         |
| 1. maďarská liga 1947/1948 | 24     | 27   | Újpesti TE         |
| 1. maďarská liga 1948/1949 | 28     | 36   | Újpesti TE         |
| 1. maďarská liga 1949/1950 | 18     | 12   | Újpesti TE         |
| 1. maďarská liga 1950      | 8      | 4    | Budapesti Dózsa SE |
| 1. maďarská liga 1951      | 26     | 22   | Budapesti Dózsa SE |
| 1. maďarská liga 1952      | 26     | 19   | Budapesti Dózsa SE |
| 1. maďarská liga 1953      | 14     | 17   | Budapesti Dózsa SE |
| 1. maďarská liga 1954      | 20     | 16   | Budapesti Dózsa SE |
| 1. maďarská liga 1955      | 21     | 17   | Budapesti Dózsa SE |
| 1. maďarská liga 1956      | 22     | 14   | Újpesti TE         |
| 1. maďarská liga 1957      | 5      | 5    | Budapesti Dózsa SC |
| 1. maďarská liga 1957/1958 | 14     | 4    | Budapesti Dózsa SC |
| 1. maďarská liga 1958/1959 | 13     | 9    | Budapesti Dózsa SC |
| 1. maďarská liga 1959/1960 | 22     | 15   | Budapesti Dózsa SC |
| 1. maďarská liga 1960/1961 | 6      | 3    | Budapesti Dózsa SC |
| CELKEM 1. maďarská liga    | 462    | 393  |                    |

## Trenérská kariéra
Trénoval Győri Vasas ETO, Újpesti Dózsa SC, Rába ETO Győr, Górnik Zabrze, Betis Sevilla, Atlético Madrid a znovu Újpesti Dózsa SC.